# Institut für Ökologie und Aktions-Ethnologie
Das Institut für Ökologie und Aktions-Ethnologie e.V. (infoe) ist eine Nichtregierungsorganisation mit Sitz in Köln und Zürich. Der gemeinnützige Verein wurde 1987 in Mönchengladbach gegründet und setzt sich vorwiegend für Menschenrechte indigener Völker ein.

## Theoretische Grundlage
Grundlage des Vereins ist das durch den US-amerikanischen Ethnologen Karl Schlesier geprägte Konzept der Aktionsethnologie (angloamerikanisch action anthropology). Es ist eine Weiterentwicklung der angewandten Ethnologie und beinhaltet im Kern den Anspruch, die Werkzeuge des Ethnologen zum Nutzen, auf Anforderung und in Kooperation mit indigenen Völkern einzusetzen. Die angewandte Ethnologie wird dagegen dahingehend kritisiert, dass sie sich auch gegen die Interessen indigener Völker einsetzen lasse, wenn sie etwa im Regierungs- oder Konzernauftrag tätig werde.

## Thematische Schwerpunkte
- Menschenrechte der indigenen Völker des russischen Nordens, Sibiriens und des russischen Fernen Ostens, mit besonderem Augenmerk auf die Folgen von Erdölförderung und andere Formen der Bodenschatzausbeutung;
- "Die Hüter der Erde und die Nukleare Kette" – Folgen von Uranförderung für die Aborigines Australiens und andere indigene Völker;
- Die Konvention Nr. 169 der Internationalen Arbeitsorganisation. Innerhalb einer Koalition deutscher nichtstaatlicher Organisationen setzt sich infoe für die Ratifizierung dieses Abkommens über die Menschenrechte indigener Völker ein.

## Tätigkeit
Die Tätigkeiten verteilen sich hauptsächlich auf drei Bereiche:
- Aktionsforschung – wissenschaftliche Arbeit im Auftrag oder in Kooperation mit indigenen Völkern, die in Form von Dokumentationen und Studien verfügbar gemacht wird
- Lobbyarbeit – praktische Unterstützung für die Durchsetzung der Interessen indigener Völker gegenüber Staaten und Regierungen sowie innerhalb des UN-Systems
- Öffentlichkeitsarbeit – Bildungsarbeit, Veranstaltungen, Vorträge, Filmreihen, Ausstellungen und anderes in den Themenbereichen Indigene Völker, Menschenrechte und Schutz der natürlichen Lebensgrundlagen

## Mitarbeit
Die Arbeit wird hauptsächlich ehrenamtlich geleistet. Zudem bietet der Verein ein anerkanntes Praktikum für Ethnologen an.